# Kilián Ignác Dientzenhofer
Kilian Ignaz Dientzenhofer (Praga, 1 de septiembre de 1689 - 18 de diciembre de 1751) fue un arquitecto checo-alemán. Era hijo de otro arquitecto importante, Christoph Dientzenhofer.
Construyó varias iglesias (San Juan Nepomuceno y el rediseño de Santo Tomás y el Loreto, en Praga; la Magdalena en Karlovy Vary) y palacios (Vila Amerika y Goltz-Kinsky, en Praga). Su obra más importante es la iglesia de San Nicolás en el barrio Malá Strana de Praga.
- Datos: Q61965
- Multimedia: Kilián Ignác Dientzenhofer / Q61965